# Ocean Girl
Ocean Girl ist eine insgesamt 78-teilige australische Jugendserie, die in den Jahren 1994 bis 1997 gedreht wurde.

## Die Handlung
Die Serie spielt überwiegend auf ORCA (Oceanic Research Centre of Australia), einer Meeresforschungsstation am Great Barrier Reef. In den ersten Folgen lernen Jason und Brett, Söhne einer auf ORCA arbeitenden Meeresbiologin, Neri kennen, die auf einer nahegelegenen Insel lebt. Später stellt sich heraus, dass sie eine Außerirdische ist, die als einzige mit ihrem Vater den Absturz ihres Raumschiffes überlebte. Ihr Vater starb einige Jahre danach, und seitdem lebte Neri allein auf der Insel.
Zwischen diesem außergewöhnlichen Mädchen, das mit Buckelwalen kommunizieren kann und schneller, tiefer und länger tauchen kann als jeder normale Mensch, und der Firma UBRI (Underwater Biological Research Institute) kommt es in der ersten Staffel zum Konflikt. UBRI, angeführt durch den Wissenschaftler Dr. Hellegren, hält Neris Freund und ständigen Begleiter, den Buckelwal Charly, für Forschungszwecke gefangen. Jason, Brett und weitere eingeweihte Jugendliche von ORCA schließen sich zusammen, um den Buckelwal mit Neris Hilfe zu befreien.
In der zweiten Staffel erscheint Neris Schwester Mera. Sie wurde kurz vor dem Absturz des Raumschiffes mit einer Kapsel abgeschossen und somit gerettet. Sie wurde an einem Strand von Menschen gefunden, nach Problemen mit verschiedenen Pflegefamilien lebt sie in einer Schule für Hochbegabte. Als Jason, Brett und Neri das herausfinden, ist UBRI bereits unterwegs, um Mera abzuholen. In dieser Staffel wird die außerirdische Herkunft von Neri und Mera aufgedeckt; am Ende wird eine versuchte Übernahme von ORCA durch Spione von UBRI verhindert.
In der dritten Staffel taucht in dem Raumschiff unter Neris Insel der Junge Kal auf, der ebenfalls von Neris Planeten stammt. Sie erwecken ihn aus einem künstlichen Tiefschlaf. Sein geistiges Niveau befindet sich noch auf eben der Stufe, wie er als kleiner Junge in den Schlaf gelegt wurde, sein Körper ist jedoch zu dem eines Erwachsenen gereift.
Ein rätselhafter Gegenstand namens Synchronium wird eingeführt, von dem sich herausstellt, dass er vom Planet der Ozeane stammt und die einzige Möglichkeit darstellt, den Ozean und damit auch die ganze Welt zu retten. Neri und ihre Freunde müssen verhindern, dass das Synchronium UBRI in die Hände fällt, denn Dr. Hellegren hat bereits Pläne, wie er damit die ganze Welt beherrschen kann. Er versucht auch Kal gegen die Kinder und Neri aufzuhetzen.
In der letzten Staffel treten zwei neue Bedrohungen auf: PRAXIS, eine Organisation zur Erforschung von Außerirdischen, sowie eine Truppe kampfbereiter Leute vom Planeten der Ozeane, die mit hochmodernen Waffen ausgestattet sind und den Befehlen von Prinzessin Shersheba und Professor Malakat folgen. Diese zwei Ozeaner wollen sich die gesamte Erde untertan machen. Da der Planet der Ozeane von einer roten Seuche (eine giftige Alge) gefährdet wird, wollen sie auf der Erde eine neue Heimat finden.
Im Verlauf stellt sich heraus, dass Neris und Meras Mutter (die rechtmäßige Königin über den Planeten der Ozeane) noch lebt und im künstlichen Koma gefangen gehalten wird. Die Seuche wird auch auf der Erde freigesetzt. Am Ende wird ein Gegenmittel gefunden und so werden beide Planeten gerettet. Neris Mutter wird befreit.
Neri und Mera sollen nun auf ihren Heimatplaneten zurückkehren, um mit ihrer Mutter zu herrschen. Das trifft Jason und Neri sehr, da sie sich ineinander verliebt haben. Schließlich bleibt Neri auf der Erde, um als Botschafterin für den Planeten der Ozeane tätig zu sein.

## Besetzung
Sortiert nach der Reihenfolge des Einstiegs.
| Schauspieler            | Rolle                             | Folgen            | Staffeln |
| ----------------------- | --------------------------------- | ----------------- | -------- |
| Marzena Godecki         | Neri                              | 1–78              | 1–4      |
| David Hoflin            | Jason Bates                       | 1–78              | 1–4      |
| Jeffrey Walker          | Brett Bates                       | 1–78              | 1–4      |
| Kerry Armstrong         | Dianne #1 Bates #1                | 1–26              | 1–2      |
| Alex Pinder             | Winston Seth                      | 1–78              | 1–4      |
| Joel de Carteret        | Jake „Froggy“ Reilly              | 1–26              | 1–2      |
| Cassandra Magrath       | Zoe Kondelos                      | 1–26              | 1–2      |
| William McInnes         | Jack Lucas                        | 1–13              | 1        |
| Miki Oikawa             | 1st Officer Ferris                | 1–26, 42          | 1–2, 3   |
| Bryony Price            | Jodie Turner                      | 1–13              | 1        |
| Andrea McEwan           | Lee Lucas                         | 1–13              | 1        |
| Guy Mallaby             | Damian Arthur „Dax“ Harris        | 1–13              | 1        |
| Jacalyn Prince          | Vanessa Lane                      | 2–26              | 1–2      |
| Melvin J. Carrol        | 2nd Officer Carlisle #1           | 2–12              | 1        |
| Elliot Heyes            | Billy Neilson                     | 6–13              | 1        |
| Nicholas Bell           | Joseph Hellegren                  | 12–52             | 1–3      |
| Caitlin McDougall       | Lt. Borg                          | 14–26             | 2        |
| Samuel Johnson          | Robert „Rocky“ Rhodes             | 14–26             | 2        |
| Kristy Barnes-Cullen    | Joanne Rhodes                     | 14–26             | 2        |
| Claudia Buttazzoni      | Kimberly McGinnis                 | 14–26             | 2        |
| Pamela Rabe             | Kate Byrne                        | 14–26             | 2        |
| Anthony Hayes           | Michael „Mick“ Byrne              | 14–26             | 2        |
| Christopher Kirby       | 2nd Officer Carlisle #2           | 14–24             | 2        |
| Terry Serio             | Sam Phillips                      | 14–26             | 2        |
| William Gluth           | Parker Forsyth                    | 16–26             | 2        |
| Lauren Hewett           | Mera alias Jane Seaforth          | 18–26 39–52 66–78 | 2 3 4    |
| Sonya Suares            | Liselle                           | 18–26             | 2        |
| Liz Burch               | Dianne #2 Bates #2                | 27–78             | 3–4      |
| Tony Briggs             | Dave Hartley                      | 27–77             | 3–4      |
| Bruce Hughes            | Cmd. Wellington                   | 27–52             | 3        |
| Sudi de Winter          | Benjamin „Benny“ Malcovitch       | 27–52             | 3        |
| Nadja Kostich           | Ms. Kellar                        | 27–52             | 3        |
| Verity McIntyre         | Morgan Clayborn                   | 28–52             | 3        |
| Olivia Hiddlestone      | Sallyanne Taylor                  | 28–52             | 3        |
| Susan Gorence           | Mrs. Clayborn                     | 28–52             | 3        |
| Brooke „Mikey“ Anderson | Cassandra „Cass“ Clayborn         | 28–78             | 3–4      |
| Joelene Crnogorac       | Lena Hellegren                    | 28–52             | 3        |
| Jean Pierre Mignon      | Dr. Malcovitch                    | 28–52             | 3        |
| Jeremy Angerson         | Kal                               | 29–52             | 3        |
| Mark Neal               | Jake Shelby                       | 53–78             | 4        |
| Paul Sonkkila           | Theodore J. Richter               | 53–78             | 4        |
| Brenda Monaghan         | Elly Hauser                       | 53–78             | 4        |
| Tharini Mudaliar        | Prinzessin Shersheba              | 53–78             | 4        |
| George Henare           | Malakat alias Prof. Miles Malakat | 53–78             | 4        |
| Damien Bodie            | Louis Danton                      | 53–78             | 4        |
| Michael Veitch          | 1st Officer Danton                | 53–78             | 4        |
| Gregory Ross            | Paul Bates                        | 54–78             | 4        |
| Marie-Louise Walker     | Königin Shalamorn                 | 54–78             | 4        |
| Heath Bergersen         | Jakamarra                         | 57–62, 78         | 4        |
| Barry Friedlander       | Garron                            | 58–78             | 4        |
| Rhonda Rees             | Ilona                             | 69–78             | 4        |
| Kim Carter              | Ilonas Mutter                     | 72–77             | 4        |

## Synchronisation
Das Dialogbuch führte Thomas Maria Lehmann.
| Rolle                 | Schauspieler                                          | Synchronsprecher                                            |
| --------------------- | ----------------------------------------------------- | ----------------------------------------------------------- |
| Neri                  | Marzena Godecki                                       | Laura Maire                                                 |
| Jason Bates           | David Hoflin                                          | Robin Cresswell (Staffel 1–2) Johannes Raspe (Staffel 3–4)  |
| Brett Bates           | Jeffrey Walker                                        | Oliver Cresswell (Staffel 1–2) Manuel Straube (Staffel 3–4) |
| Dr. Dianne Bates      | Kerry Armstrong (Staffel 1–2) Liz Burch (Staffel 3–4) | Christina Hoeltel                                           |
| Dr. Winston Seth      | Alex Pinder                                           | David Kehoe (Staffel 1–3) Frank Lenart (Staffel 4)          |
| H.E.L.E.N.            | Nina Landis (Originalstimme)                          | Helga Trümper                                               |
| Cmd. Jack Lucas       | William McInnes                                       | Walter von Hauff                                            |
| Dr. Joseph Hellegren  | Nicholas Bell                                         | Fred Maire                                                  |
| Lt. Borg              | Caitlin McDougall                                     | Michèle Tichawsky                                           |
| Ms. Kellar            | Nadja Kostich                                         | Michèle Tichawsky                                           |
| Vanessa Lane          | Jacalyn Prince                                        | Alexandra Ludwig                                            |
| Robert „Rocky“ Rhodes | Samuel Johnson                                        | Cyril Geffcken                                              |

## Episodenübersicht
Die Schreibung der deutschen Episodentitel orientiert sich an der Orthografie und Grammatik der zu Beginn der Folgen eingeblendeten Schriftzüge.

### Staffel 1
| Folge            | Folge         | Deutscher Titel        | Deutschsprachige Erstveröffentlichung (D) | Originaltitel (alternativ)                      | Erstausstrahlung   |
| (Staffelzählung) | (fortlaufend) | Deutscher Titel        | Deutschsprachige Erstveröffentlichung (D) | Originaltitel (alternativ)                      | Erstausstrahlung   |
| ---------------- | ------------- | ---------------------- | ----------------------------------------- | ----------------------------------------------- | ------------------ |
| 1.01             | 1             | Charly, der Buckelwal  | 11. März 1996                             | The Girl in the Sea (Strange Encounters)        | 29. August 1994    |
| 1.02             | 2             | Brett in Gefahr        | 12. März 1996                             | Set Adrift (Bad-Berry Dreams)                   | 5. September 1994  |
| 1.03             | 3             | Das Treibnetz          | 13. März 1996                             | Wall of Death (Secrets)                         | 12. September 1994 |
| 1.04             | 4             | Das Erdbeben           | 14. März 1996                             | The Earthquake (Hell ’n’ High Water)            | 19. September 1994 |
| 1.05             | 5             | Stiefvater unerwünscht | 15. März 1996                             | Human Tears (Past Imperfect)                    | 26. September 1994 |
| 1.06             | 6             | Die verhexte Insel     | 18. März 1996                             | Property Developers (The Real World)            | 3. Oktober 1994    |
| 1.07             | 7             | Der Giftmüll-Transport | 19. März 1996                             | Toxic Waste (Remember When)                     | 10. Oktober 1994   |
| 1.08             | 8             | Die geklaute Uniform   | 20. März 1996                             | Day Pass (Behind Enemy Lines)                   | 17. Oktober 1994   |
| 1.09             | 9             | Der Landurlaub         | 21. März 1996                             | Romance (Breaking Away)                         | 24. Oktober 1994   |
| 1.10             | 10            | Dianne’s letzte Chance | 22. März 1996                             | Major Breakthrough (In the Deep End)            | 31. Oktober 1994   |
| 1.11             | 11            | Neri wird getestet     | 25. März 1996                             | Industrial Spy (The Girl Who Fell From the Sea) | 7. November 1994   |
| 1.12             | 12            | Charly in der Falle    | 26. März 1996                             | Neri’s Secret (Running Tide)                    | 14. November 1994  |
| 1.13             | 13            | Die Befreiung          | 27. März 1996                             | Tough Decision (Siren Call)                     | 21. November 1994  |

### Staffel 2
| Folge            | Folge         | Deutscher Titel                  | Deutschsprachige Erstveröffentlichung (D) | Originaltitel             | Erstausstrahlung   |
| (Staffelzählung) | (fortlaufend) | Deutscher Titel                  | Deutschsprachige Erstveröffentlichung (D) | Originaltitel             | Erstausstrahlung   |
| ---------------- | ------------- | -------------------------------- | ----------------------------------------- | ------------------------- | ------------------ |
| 2.01             | 14            | Neri kehrt zurück                | 28. März 1996                             | The Return                | 3. Juli 1995       |
| 2.02             | 15            | Die Suche nach der Vergangenheit | 29. März 1996                             | Where No Whale Swims      | 10. Juli 1995      |
| 2.03             | 16            | Das Phantombild des Vaters       | 1. April 1996                             | Father’s Message          | 17. Juli 1995      |
| 2.04             | 17            | Die Suche nach Neris Schwester   | 2. April 1996                             | Records and Recollections | 24. Juli 1995      |
| 2.05             | 18            | Wo ist Mera?                     | 3. April 1996                             | Mera                      | 31. Juli 1995      |
| 2.06             | 19            | Die Entführung                   | 4. April 1996                             | The Institute             | 7. August 1995     |
| 2.07             | 20            | Feuer an Bord                    | 9. April 1996                             | No Place Like Home        | 14. August 1995    |
| 2.08             | 21            | Mera in Lebensgefahr             | 10. April 1996                            | Our Island                | 21. August 1995    |
| 2.09             | 22            | Mick sieht Gespenster            | 11. April 1996                            | Underwater and Undercover | 28. August 1995    |
| 2.10             | 23            | Die Verfolger                    | 12. April 1996                            | Secrets Out               | 4. September 1995  |
| 2.11             | 24            | Befehlsverweigerung              | 15. April 1996                            | Sabotage                  | 11. September 1995 |
| 2.12             | 25            | Zwei außerirdische Besucher      | 16. April 1996                            | The Arrival               | 18. September 1995 |
| 2.13             | 26            | Die Entscheidung                 | 17. April 1996                            | The Return                | 25. September 1995 |

### Staffel 3
| Folge            | Folge         | Deutscher Titel            | Deutschsprachige Erstveröffentlichung (D) | Originaltitel              | Erstausstrahlung   |
| (Staffelzählung) | (fortlaufend) | Deutscher Titel            | Deutschsprachige Erstveröffentlichung (D) | Originaltitel              | Erstausstrahlung   |
| ---------------- | ------------- | -------------------------- | ----------------------------------------- | -------------------------- | ------------------ |
| 3.01             | 27            | Das Riff in Gefahr         | 8. April 1997                             | Danger in the Reef         | 3. August 1996     |
| 3.02             | 28            | Gedächtnisverlust          | 9. April 1997                             | Amnesia                    | 10. August 1996    |
| 3.03             | 29            | Das versunkene Raumschiff  | 10. April 1997                            | Draining the Spaceship     | 17. August 1996    |
| 3.04             | 30            | Kal kennt keine Furcht     | 11. April 1997                            | Kal Who Knows No Fear      | 24. August 1996    |
| 3.05             | 31            | Tauchgang mit Hindernissen | 14. April 1997                            | Diving Around Obstacles    | 31. August 1996    |
| 3.06             | 32            | Freischwimmer Winston      | 15. April 1997                            | Winston and Water          | 7. September 1996  |
| 3.07             | 33            | Ein Supersportler          | 16. April 1997                            | A Super-Sportsman          | 14. September 1996 |
| 3.08             | 34            | Außerirdische Fähigkeit    | 17. April 1997                            | Extraterrestrial Abilities | 21. September 1996 |
| 3.09             | 35            | Die Kapsel in der Wüste    | 18. April 1997                            | The Capsule in the Desert  | 3. November 1996   |
| 3.10             | 36            | Benny hat Probleme         | 21. April 1997                            | Benny in Trouble           | 10. November 1996  |
| 3.11             | 37            | Cassandras Alptraum        | 22. April 1997                            | Cassandra’s Nightmare      | 17. November 1996  |
| 3.12             | 38            | Die Helikopterprüfung      | 23. April 1997                            | The Helicopter Exam        | 24. November 1996  |
| 3.13             | 39            | Lena’s Verrat              | 24. April 1997                            | Lena’s Betrayal            | 1. Dezember 1996   |
| 3.14             | 40            | Benny hat Pech             | 25. April 1997                            | Changes                    | 8. Dezember 1996   |
| 3.15             | 41            | Die Spionin                | 28. April 1997                            | The Spy                    | 15. Dezember 1996  |
| 3.16             | 42            | Level Gamma ist radioaktiv | 29. April 1997                            | Gamma Level: Radioactive   | 22. Dezember 1996  |
| 3.17             | 43            | Charly ist gestrandet      | 30. April 1997                            | Charlie is Stranded        | 29. Dezember 1996  |
| 3.18             | 44            | Der Liebesbrief            | 1. Mai 1997                               | The Love Letter            | 5. Januar 1997     |
| 3.19             | 45            | Jason am Abgrund           | 2. Mai 1997                               | Jason and the Abyss        | 12. Januar 1997    |
| 3.20             | 46            | Lauscher im Luftschacht    | 5. Mai 1997                               | Eavesdropper               | 19. Januar 1997    |
| 3.21             | 47            | Wasser in der Wüste        | 6. Mai 1997                               | Water in the Desert        | 26. Januar 1997    |
| 3.22             | 48            | Der Tresorschlüssel        | 7. Mai 1997                               | The Safe Deposit Key       | 2. Februar 1997    |
| 3.23             | 49            | Der Chinamann              | 8. Mai 1997                               | The China Man              | 9. Februar 1997    |
| 3.24             | 50            | Der Steinfisch             | 9. Mai 1997                               | The Stone Fish             | 16. Februar 1997   |
| 3.25             | 51            | Die Zeitbombe im Dschungel | 12. Mai 1997                              | Time Bomb in the Jungle    | 23. Februar 1997   |
| 3.26             | 52            | Die letzte Chance          | 13. Mai 1997                              | The Last Chance            | 2. März 1997       |

### Staffel 4
| Folge            | Folge         | Deutscher Titel                     | Deutschsprachige Erstveröffentlichung (D) | Originaltitel                  | Erstausstrahlung  |
| (Staffelzählung) | (fortlaufend) | Deutscher Titel                     | Deutschsprachige Erstveröffentlichung (D) | Originaltitel                  | Erstausstrahlung  |
| ---------------- | ------------- | ----------------------------------- | ----------------------------------------- | ------------------------------ | ----------------- |
| 4.01             | 53            | Operation Sphinx                    | 4. April 1998                             | Operation Sphinx               | 17. November 1997 |
| 4.02             | 54            | Eine geheimnisvolle Pyramide        | 11. April 1998                            | The Mysterious Pyramid         | 18. November 1997 |
| 4.03             | 55            | Die Beförderung                     | 18. April 1998                            | The Transport                  | 19. November 1997 |
| 4.04             | 56            | Das goldene Ankh                    | 25. April 1998                            | The Golden Ankh                | 20. November 1997 |
| 4.05             | 57            | Gestrandet in der Wüste             | 2. Mai 1998                               | Stranded in the Desert         | 21. November 1997 |
| 4.06             | 58            | Der Lügendetektor                   | 9. Mai 1998                               | The Lie Detector               | 24. November 1997 |
| 4.07             | 59            | Die Wanze                           | 16. Mai 1998                              | The Bug                        | 25. November 1997 |
| 4.08             | 60            | Die falsche Freundin                | 23. Mai 1998                              | A Wrong Friend                 | 26. November 1997 |
| 4.09             | 61            | Die Jagd nach dem goldenen Ankh     | 30. Mai 1998                              | The Hunt for the Golden Ankh   | 27. November 1997 |
| 4.10             | 62            | Die Geschichte von der Walfischfrau | 6. Juni 1998                              | The History of the Whale Woman | 28. November 1997 |
| 4.11             | 63            | Betrogene Betrüger                  | 13. Juni 1998                             | Cheat                          | 1. Dezember 1997  |
| 4.12             | 64            | Gefangen im Bunker                  | 20. Juni 1998                             | Imprisoned in the Bunker       | 2. Dezember 1997  |
| 4.13             | 65            | Wiederbelebungsversuche             | 27. Juni 1998                             | Attempt at Revival             | 3. Dezember 1997  |
| 4.14             | 66            | Der Schlangenbiss                   | 4. Juli 1998                              | The Snake Bite                 | 4. Dezember 1997  |
| 4.15             | 67            | Ein Geist erscheint                 | 11. Juli 1998                             | A Spirit Appears               | 5. Dezember 1997  |
| 4.16             | 68            | Helen lernt das Lachen              | 18. Juli 1998                             | Helen Learns the Laughter      | 8. Dezember 1997  |
| 4.17             | 69            | Mera’s Flucht zur Erde              | 25. Juli 1998                             | Mera Escapes to Earth          | 9. Dezember 1997  |
| 4.18             | 70            | Das Wettrennen                      | 1. August 1998                            | The Race                       | 10. Dezember 1997 |
| 4.19             | 71            | Die Attacke                         | 8. August 1998                            | The Attack                     | 11. Dezember 1997 |
| 4.20             | 72            | Die Geiselnahme                     | 15. August 1998                           | The Taking of Hostages         | 12. Dezember 1997 |
| 4.21             | 73            | Der rote Virus                      | 22. August 1998                           | The Red Virus                  | 15. Dezember 1997 |
| 4.22             | 74            | Vor dem Countdown                   | 29. August 1998                           | Before the Countdown           | 16. Dezember 1997 |
| 4.23             | 75            | Der Countdown                       | 5. September 1998                         | The Countdown                  | 17. Dezember 1997 |
| 4.24             | 76            | Das Eis schmilzt                    | 12. September 1998                        | The Ice Melts                  | 18. Dezember 1997 |
| 4.25             | 77            | Die Blutprobe                       | 19. September 1998                        | The Blood Test                 | 19. Dezember 1997 |
| 4.26             | 78            | Die Königin                         | 26. September 1998                        | The Queen                      | 22. Dezember 1997 |

## Auszeichnungen

### Nominierungen
- 1998
  - AWGIE Award – Best Children’s Original Screenplay für Folge 2.03
  - AFI Award – Best Children’s Television Drama für Folge 4.02
  - AFI Award – Best Children’s Television Drama für Folge 4.03

### Preise
- 1998
  - AWGIE Award – Best Children’s Original Screenplay für Folge 2.08 (an Jonathan M. Shiff)
  - BAFTA Children’s Award – Best International

## Ausstrahlung in Deutschland
Ocean Girl  war in Deutschland erstmals Anfang 1996 im ZDF zu sehen, gesendet wurde im Zweikanalton (Deutsch und Englisch). In den Folgejahren wurde die Serie mehrmals im ZDF und im Kinderkanal (später „KI.KA“) ausgestrahlt, letztmals Ende 2002. Da das ZDF jedoch nicht mehr im Besitz der Ausstrahlungsrechte ist, wurde die Serie seither nicht mehr im deutschen Fernsehen gesendet.

## DVDs
Die erste Staffel der Serie erschien am 7. November 2005 in Australien auf DVD. Dem folgten die zweite Staffel im März 2007, die dritte Staffel am 30. Juni 2008 und die vierte Staffel am 26. Juni 2009.
Eine deutsche Version der ersten beiden Staffeln erschien am 19. Mai 2014, gefolgt von der dritten Staffel am 18. August, ehe die am 10. November veröffentlichte vierte Staffel die Serie auf DVD komplementierte. Am 24. November 2017 wurde von Pandastorm Pictures eine Komplettbox mit allen 78 Folgen aus vier Staffeln auf 10 DVDs veröffentlicht.

## Ableger
Unter dem Titel Ocean Girl – Prinzessin der Meere (The New Adventures of Ocean Girl) entstand in den Jahren 2000 und 2001 eine insgesamt 26-teilige Zeichentrickserie, die inhaltlich jedoch nur wenig Gemeinsamkeiten mit der ursprünglichen Serie aufweist. In Deutschland lief dieses Format mehrere Male auf Super RTL und seit 2008 auch auf dem Bezahl-TV-Sender KidsCo.
Im August 2019 wurden die ersten 13 Episoden durch Pidax Film erstmals auf DVD-Box veröffentlicht. Enthalten ist neben der deutschen Fassung auch die englische Tonspur.
Die zweite Box mit den restlichen 13 Episoden erschien am 25. Oktober 2019.

## Logo
Das oben gezeigte Logo der Serie wurde von Phil Cordingly entworfen. Für die Ausstrahlung in Großbritannien als „Ocean Odyssey“ wurde eigens ein Logo von Phil Watts gestaltet: